# Arcimboldo (album)
Arcimboldo è un album discografico del cantautore italiano Ricky Gianco, pubblicato nel 1978.

## Tracce
Lato 1
1. Compagno sì, compagno no, compagno un cazz - 3:37 (testo: Gianco, Manfredi - musica: Gianco)
2. Arcimboldo - 4:15 (Gianco)
3. Uomini non parlate più - 2:35 (Gianco)
4. Vita, morte e miracoli - 3:21 (testo: Gianco, Manfredi - musica: Gianco)
5. Ironia - 2:36 (testo: Gianco, Manfredi - musica: Gianco)

Lato 2
1. Il deserto è pulito - 3:45 (testo: Gianco, Manfredi - musica: Gianco)
2. Obrigado, obrigadinho - 3:52 (testo: Gianco - musica: Mussida, Gianco)
3. Il fiume Po - 5:20 (Gianco, Akka, Manfredi)
4. A Nervi nel '92 - 4:28 (Gianco, Akka)

## Formazione
- Ricky Gianco – voce
- Franco Mussida – chitarra
- Flavio Premoli – tastiere
- Patrick Djivas – basso
- Franz Di Cioccio – batteria, percussioni
- Roberto Colombo - tastiere

## Produzione
- Carlo Martenet - ingegneria del suono
- Tony Platt - missaggio